# Polen op de Olympische Winterspelen 1964
Tijdens de Olympische Winterspelen van 1964, die in Innsbruck (Oostenrijk) werden gehouden, nam Polen voor de negende keer deel.

## Deelnemers en resultaten

### Alpineskiën
| Olympiër            | Discipline       | Resultaat | Prestatie                        |
| ------------------- | ---------------- | --------- | -------------------------------- |
| Andrzej Derezinski  | afdaling (m)     | 49e       | 2.35,89 (+17,73)                 |
| Andrzej Derezinski  | reuzenslalom (m) | dq        | diskwalificatie                  |
| Andrzej Derezinski  | slalom (m)       | 33e       | 2.27,51 (+16,38) 1.18,21+1.09,30 |
| Bronislaw Trzebunia | afdaling (m)     | 40e       | 2.32,29 (+14,13)                 |
| Bronislaw Trzebunia | reuzenslalom (m) | 29e       | 1.59,82 (+13,11)                 |
| Bronislaw Trzebunia | slalom (m)       | 27e       | 2.22,73 (+11,60) 1.16,27+1.06,46 |
| Jerzy Woyna         | afdaling (m)     | 24e       | 2.25,88 (+7,72)                  |
| Jerzy Woyna         | reuzenslalom (m) | 41e       | 2.06,44 (+19,73)                 |
| Jerzy Woyna         | slalom (m)       | 30e       | 2.24,99 (+13,86) 1.18,31+1.06,68 |
|                     |                  |           |                                  |
| Maria Szatkowska    | afdaling (v)     | 41e       | 2.11,75 (+16,36)                 |
| Maria Szatkowska    | reuzenslalom (v) | 36e       | 2.10,20 (+17,96)                 |
| Maria Szatkowska    | slalom (v)       | dq-1      | diskwalificatie run 1            |

### Biatlon
| Olympiër                | Discipline | Resultaat | Prestatie                              |
| ----------------------- | ---------- | --------- | -------------------------------------- |
| Józef Rubiś             | 20 km (m)  | 6e        | 1:26.31,6 (+6.04,8) pen.: 2 (1-0-0-1)  |
| Stanisław Szczepaniak   | 20 km (m)  | 18e       | 1:33.43,5 (+13.16,7) pen.: 3 (0-0-1-2) |
| Józef Gąsienica Sobczak | 20 km (m)  | 20e       | 1:34.00,6 (+13.33,8) pen.: 6 (4-0-2-0) |
| Stanisław Styrczula     | 20 km (m)  | 35e       | 1:40.52,1 (+20.25,3) pen.: 4 (0-1-0-3) |

### Langlaufen
| Olympiër                                                      | Discipline            | Resultaat | Prestatie                                                   |
| ------------------------------------------------------------- | --------------------- | --------- | ----------------------------------------------------------- |
| Edward Budny                                                  | 15 km (m)             | 28e       | 55.35,2 (+4.41,1)                                           |
| Edward Budny                                                  | 30 km (m)             | 35e       | 1:41.31,9 (+10.41,2)                                        |
| Józef Gut-Misiaga                                             | 15 km (m)             | 45e       | 57.27,1 (+6.33,0)                                           |
| Tadeusz Jankowski                                             | 15 km (m)             | 33e       | 55.57,2 (+5.03,1)                                           |
| Tadeusz Jankowski                                             | 30 km (m)             | 40e       | 1:42.34,0 (+11.43,3)                                        |
| Henryk Marek                                                  | 30 km (m)             | dnf       | opgave                                                      |
| Józef Rysula                                                  | 15 km (m)             | 21e       | 54.09,4 (+3.15,3)                                           |
| Józef Rysula                                                  | 30 km (m)             | 24e       | 1:38.29,1 (+7.38,4)                                         |
| Józef Gut-Misiaga Tadeusz Jankowski Edward Budny Józef Rysula | 4x10 km estafette (m) | 8e        | 2:27.27,0 (+8.52,4) (37.46,4 / 37.06,3 / 36.25,6 / 36.08,7) |
|                                                               |                       |           |                                                             |
| Stefania Biegun                                               | 5 km (v)              | 14e       | 19.16,0 (+1.25,5)                                           |
| Stefania Biegun                                               | 10 km (v)             | 18e       | 44.45,0 (+4.20,7)                                           |
| Weronika Budny                                                | 5 km (v)              | 27e       | 21.07,1 (+3.16,6)                                           |
| Czesława Stopka                                               | 5 km (v)              | 24e       | 20.34,4 (+2.43,9)                                           |
| Czesława Stopka                                               | 10 km (v)             | 23e       | 46.57,1 (+6.32,8)                                           |
| Teresa Trzebunia                                              | 5 km (v)              | 23e       | 20.25,8 (+2.35,3)                                           |
| Teresa Trzebunia                                              | 10 km (v)             | 24e       | 47.20,3 (+6.56,0)                                           |
| Teresa Trzebunia Czesława Stopka Stefania Biegun              | 3x5 km estafette (v)  | 7e        | 1:08.55,4 (+9.35,2) (25.53,4 / 22.15,6 / 20.46,4)           |

### Noordse combinatie
| Olympiër     | Discipline | Resultaat | Prestatie                                                                                           |
| ------------ | ---------- | --------- | --------------------------------------------------------------------------------------------------- |
| Erwin Fiedor | mannen     | 14e       | 406,16 punten schans: 219,1 p 105,4 (68,0 m)+113,7 (72,0 m)+97,1 (65,0 m) 15 km: 187,06 p (54.41,3) |

### Rodelen
| Olympiër                              | Discipline | Resultaat | Prestatie                                              |
| ------------------------------------- | ---------- | --------- | ------------------------------------------------------ |
| Mieczysław Pawełkiewicz               | mannen     | 6e        | 3.33,02 (+6,25) (54,00 / 52,70 / 52,66 / 53,66)        |
| Lucjan Kudzia                         | mannen     | 11e       | 3.34,42 (+7,65) (53,11 / 55,44 / 52,36 / 53,51)        |
| Jerzy Wojnar                          | mannen     | 28e       | 4.11,69 (+44,92) (1.04,47 / 53,14 / 1.10,72 / 1.03,36) |
| Edward Fender                         | mannen     | dnf       | opgave                                                 |
| Irena Pawełczyk                       | vrouwen    | 4e        | 3.30,52 (+5,85) (52,81 / 52,42 / 52,47 / 52,82)        |
| Barbara Gorgón-Flont                  | vrouwen    | 5e        | 3.32,73 (+8,06) (54,24 / 53,01 / 52,46 / 53,02)        |
| Helena Macher                         | vrouwen    | 8e        | 3.35,87 (+11,20) (53,15 / 54,50 / 54,55 / 53,67)       |
| Lucjan Kudzia Ryszard Pędrak          | dubbel     | 5e        | 1.43,77 (+2,15) (51,95 / 51,82)                        |
| Edward Fender Mieczysław Pawełkiewicz | dubbel     | 7e        | 1.45,13 (+3,51) (52,60 / 52,53)                        |

### Schaatsen
| Olympiër           | Discipline | Resultaat | Prestatie      |
| ------------------ | ---------- | --------- | -------------- |
| Adelajda Mroske    | 500 m (v)  | 22e       | 49,9 (+4,9)    |
| Adelajda Mroske    | 1000 m (v) | 21e       | 1.41,7 (+8,5)  |
| Adelajda Mroske    | 1500 m (v) | 22e       | 2.36,4 (+13,8) |
| Adelajda Mroske    | 3000 m (v) | 25e       | 5.47,1 (+32,2) |
| Helena Pilejczyk   | 500 m (v)  | 23e       | 50,1 (+5,1)    |
| Helena Pilejczyk   | 1000 m (v) | 15e       | 1.39,8 (+6,6)  |
| Helena Pilejczyk   | 1500 m (v) | 25e       | 2.38,3 (+15,7) |
| Helena Pilejczyk   | 3000 m (v) | 26e       | 5.47,3 (+32,4) |
| Elwira Seroczyńska | 500 m (v)  | 16e       | 48,8 (+3,8)    |
| Elwira Seroczyńska | 1000 m (v) | 22e       | 1.42,1 (+8,9)  |
| Elwira Seroczyńska | 1500 m (v) | 26e       | 2.39,3 (+16,7) |

### Schansspringen
| Olympiër       | Discipline         | Resultaat | Prestatie                                                |
| -------------- | ------------------ | --------- | -------------------------------------------------------- |
| Antoni Łaciak  | normale schans (m) | 34e       | 194,3 punten 95,1 (72,5 m)+99,2 (74,0 m)+91,7 (71,0 m)   |
| Józef Przybyla | normale schans (m) | 18e       | 203,2 punten 104,5 (78,0 m)+98,7 (74,0 m)+95,5 (73,0 m)  |
| Józef Przybyla | grote schans (m)   | 9e        | 211,3 punten 106,1 (92,0 m)+105,2 (87,5 m)+88,5 (74,5 m) |
| Andrzej Sztolf | grote schans (m)   | 26e       | 196,2 punten 96,7 (85,0 m)+96,3 (82,0 m)+99,5 (79,5 m)   |
| Piotr Wala     | normale schans (m) | 22e       | 201,0 punten 96,7 (74,0 m)+100,1 (75,0 m)+100,9 (74,0 m) |
| Piotr Wala     | grote schans (m)   | 15e       | 205,5 punten 97,0 (86,5 m)+105,9 (88,0 m)+99,6 (80,0 m)  |
| Ryszard Witke  | normale schans (m) | 45e       | 186,1 punten 83,2 (67,0 m)+94,5 (73,5 m)+91,6 (72,0 m)   |
| Ryszard Witke  | grote schans (m)   | 35e       | 187,3 punten 96,4 (86,0 m)+89,0 (78,0 m)+90,9 (74,0 m)   |

### IJshockey
| Olympiër | Discipline | Resultaat | Prestatie |
| --- | ---------- | --------- | --- |
| Andrzej Fonfara Bronisław Gosztyła Henryk Handy Tadeusz Kilanowicz Józef Kurek Gerard Langner Józef Manowski Jerzy Ogórczyk Stanisław Olczyk Władysław Pabisz Hubert Sitko Augustyn Skórski Józef Stefaniak Andrzej Szal Sylwester Wilczek Józef Wiśniewski Andrzej Żurawski | mannen     | 9e        | kwalificatieronde: 1 - 2 Polen - Duits eenheidsteam B-groep (9e-16e plaats): 6 - 1 Polen - Roemenië 4 - 2 Polen - Noorwegen 6 - 2 Polen - Hongarije 7 - 0 Polen - Italië 3 - 4 Polen - Japan 9 - 3 Polen - Joegoslavië 5 - 1 Polen - Oostenrijk |

Argentinië · Australië · België · Bulgarije · Canada · Chili · Denemarken · Duits eenheidsteam · Finland · Frankrijk · Griekenland · Groot-Brittannië · Hongarije · IJsland · India · Iran · Italië · Japan · Joegoslavië · Libanon · Liechtenstein · Mongolië · Nederland ·  Noord-Korea · Noorwegen · Oostenrijk · Polen · Roemenië · Sovjet-Unie · Spanje · Tsjecho-Slowakije · Turkije · Verenigde Staten · Zuid-Korea · Zweden · Zwitserland